# Stethorrhagus maculatus
Stethorrhagus maculatus is een spinnensoort uit de familie van de loopspinnen (Corinnidae).
De wetenschappelijke naam van de soort werd in 1866 als Hypsinotus maculatus gepubliceerd door Ludwig Carl Christian Koch.